# Necmettin Karaduman
Necmettin Karaduman (* 1927 in Trabzon; † 22. Juni 2017 in Istanbul) war ein türkischer Politiker.

## Leben
Er absolvierte 1944 das Gymnasium von Trabzon und in weiterer Folge die Abteilung für Verwaltungswissenschaft an der Schule für Politikwissenschaft. Nach seinem Abschluss arbeitete Karaduman bis 1960 als Kaymakam in verschiedenen Landkreisen. Im selben Jahr wurde er zum Verwaltungsinspekteur ernannt. Nach fünf Jahren im Januar des Jahres 1966 wurde er zum Gouverneur der Provinz Kahramanmaraş befördert. Danach war Karaduman Gouverneur der Provinzen Erzurum und İçel. 1977 ließ er sich auf eigenen Wunsch hin pensionieren. 
Danach arbeitete er im Verwaltungsrat eines Unternehmens. Später war Karaduman Generaldirektor des Unternehmens.
Bei den Parlamentswahlen vom 6. November 1983 wurde Karaduman für die Anavatan Partisi zum Abgeordneten der Trabzon in die Große Nationalversammlung der Türkei gewählt. Bei den nächsten Parlamentswahlen vom 29. November 1987 wurde er erneut gewählt. Karaduman wurde am 4. Dezember 1983 zum Präsidenten der Großen Nationalversammlung der Türkei gewählt. Am 12. September 1985 wurde er in seinem Amt bestätigt.
| Vorgänger  | Amt                                                                                    | Nachfolger       |
| ---------- | -------------------------------------------------------------------------------------- | ---------------- |
| Sadi Irmak | Präsident der Großen Nationalversammlung der Türkei 4. Dezember 1983–29. November 1987 | Yıldırım Akbulut |

| Personendaten    | Personendaten        |
| ---------------- | -------------------- |
| NAME             | Karaduman, Necmettin |
| KURZBESCHREIBUNG | türkischer Politiker |
| GEBURTSDATUM     | 1927                 |
| GEBURTSORT       | Trabzon              |
| STERBEDATUM      | 22. Juni 2017        |
| STERBEORT        | Istanbul             |